# ماریو ماورو
ماریو ماورو (انگلیسی: Mario Mauro؛ زادهٔ ۲۴ ژوئیهٔ ۱۹۶۱) یک سیاست‌مدار اهل ایتالیا است.